# Stakk Attakk
Stakk Attakk è il primo album in studio dei Wrathchild pubblicato nel giugno 1984 per l'Etichetta discografica Heavy Metal Records.

## Tracce
1. Stakk Attakk
2. Too Wild To Tame
3. Trash Queen
4. Sweet Surrender
5. Kick Down The Walls
6. Do Ya Want My Luv
7. Law Abuzer
8. Shokker
9. Alright With The Boyz (Gary Glitter cover)
10. Wreckless

## Lineup
- Rocky Shades - voce
- Marc Angel - basso
- Phil "Wrathchild" Vokins - chitarra,
- Brian "Thunderburst" Parry - batteria